# Greg Jackson (baloncestista)
Gregory "Greg" Jackson (Brooklyn, Nueva York, 2 de agosto de 1952-ibídem, 1 de mayo de 2012) fue un jugador de baloncesto estadounidense que disputó una temporada en la NBA, además de jugar en la CBA y en la AABA. Con 1,83 metros de estatura, jugaba en la posición de base.

## Trayectoria deportiva

### Universidad
Jugó durante su etapa universitaria con los Quakers del Guilford College, donde coincidió con las futuras estrellas de la NBA M. L. Carr y Lloyd B. Free, junto a los que ganó el título de campeones de la NAIA en 1973.

### Profesional
Fue elegido en la octogésimo sexta posición del Draft de la NBA de 1974 por New York Knicks, con los que únicamente disputó 5 partidos en los que promedió 1,6 puntos, siendo despedido en el mes de octubre.
Tras jugar tres meses en los Allentown Jets de la EBA, en enero fichó como agente libre por los Phoenix Suns, disputando la competición hasta final de temporada, promediando 4,0 puntos y 2,1 asistencias por partido. Antes del comienzo de la temporada 1975-76 fue traspasado a los Washington Bullets a cambio de una futura ronda del draft, pero fue cortado antes del inicio de la competición.
Regresó entonces a los Jets, donde transcurrió el resto de su carrera, a excepción de un breve paso por la efímera AABA, donde, jugando para los New York Guard, promedió 17,1 puntos por partido.

## Vida personal
Falleció en mayo de 2012 víctima de un ataque al corazón.

## Estadísticas de su carrera en la NBA

### Temporada regular
| Temporada | Edad | Equipo          | Liga | P  | TIT | MIN  | TC  | TCA | %TC  | 3P | 3PA | %3P | TL  | TLA | %TL  | R.OF. | R.DEF. | REB | ASIS | ROB | TAP | PER | FP  | PTS |
| 1974-75   | 22   | TOTAL           | NBA  | 49 |     | 16.4 | 1.5 | 3.6 | .415 |    |     |     | 0.7 | 1.3 | .581 | 0.4   | 1.0    | 1.4 | 2.0  | 0.5 | 0.2 |     | 2.7 | 3.7 |
| 1974-75   | 22   | New York Knicks | NBA  | 5  |     | 5.4  | 0.8 | 2.0 | .400 |    |     |     | 0.0 | 0.0 |      | 0.4   | 0.0    | 0.4 | 0.6  | 0.0 | 0.0 |     | 1.0 | 1.6 |
| 1974-75   | 22   | Phoenix Suns    | NBA  | 44 |     | 17.6 | 1.6 | 3.8 | .416 |    |     |     | 0.8 | 1.4 | .581 | 0.4   | 1.1    | 1.5 | 2.1  | 0.5 | 0.2 |     | 2.8 | 4.0 |
| Total     |      |                 | NBA  | 49 |     | 16.4 | 1.5 | 3.6 | .415 |    |     |     | 0.7 | 1.3 | .581 | 0.4   | 1.0    | 1.4 | 2.0  | 0.5 | 0.2 |     | 2.7 | 3.7 |